# Rhyolite Head
Rhyolite Head är en udde i Antarktis. Den ligger i Sydshetlandsöarna. Argentina, Chile och Storbritannien gör anspråk på området.
Terrängen inåt land är kuperad. Havet är nära Rhyolite Head österut. Trakten är glest befolkad. Närmaste befolkade plats är Commandante Ferraz Station, 14,2 kilometer nordost om Rhyolite Head. 